# Астерикс Галът
„Астерикс Галът“ (на френски: Astérix le Gaulois) е френско-белгийски пълнометражен анимационен филм, екранизация по първата книжка от френската комикс поредицата за галския герой Астерикс „Астерикс Галският герой“ на Рене Госини и Албер Юдерзо. Лентата е режисирана от белгийския режисьор Рей Гюсънс и продуцирана от издателя на комикс сериите „Dargaud“.
Сюжетът се придържа към историята от комиксът. Галският герой Асерикс и неговия приятел Панорамикс са пленени от римляните, които искат да научат тайната на вълшебната отвара. Похитителите обаче не подозират за хитростта на своите пленници.
Кинопродуктът дава начало и на серия от анимационни и игрални филми по поредицата комикс албуми.

## Сюжет
Внимание:  Текстът по-долу разкрива сюжета на произведението (или части от него)!
50 г. пр. Хр. Юлий Цезар завладява почти цяла Галия. Едно малко селце устоява на атаките и е окупирано от римските легиони. Астерикс, героят на селото, е нападнат от четирима римски легионери. Малкият гал с лекота се справя с неочакваната засада. Победеният патрул се завръща в легиона Хамсуитхам, където |Фоний Балоний решава да разкрие тайната на необикновената сила на непобедимите галите. Чрез „игра на столове“ Балоний избира |Калигула Минус, да се внедри като шпионин в селото. Минус е преоблечен като гал, окован и придружен от римски патрул, който минава покрай галите. Астерикс и Обеликс спасяват маскирания римлянин, мислейки го за пленник, и го въвеждат в селото. Там го запознават с Панорамикс, който приготвя вълшебна отвара, даваща нечовешка сила. По настояване на Минус жрецът дава от магическото питие на госта. Малко след това шпионинът е разкрит и с помощта на придобитата свръхестествена сила, се измъква от галите.
Фоний Балоний научава за тайнствената отваря и нарежда на легионерите да му докарат Панорамикс. Жрецът отива сам в гората за имел и е заловен. Отведен е в легиона, където отказва да признае рецептата на отварата, въпреки „мъченията“. Астерикс, притеснен от забавянето на Панорамикс, тръгва да търси своя приятел. Чрез малоумен селянин-каруцар малкият гал успява да се вмъкне в легиона. През нощта той се промъква по палатките. Натъква се на разговор между Балоний и Марк Сиропий, в който двамата разкриват плановете си за господство над Римската империя. Намира Панорамикс и римляните обсаждат двамата в палатката на жреца. Астерикс се предава и е окован, заедно със своя приятел. Панорамикс не издържа да гледа как „мъчат“ малкия гал и се съгласява да разкрие рецептата си.
Прищевките на жреца отчайват Балоний. Накрая е приготвена някаква отвара. Съмнявайки се в приготвената напитка, Балоний дава първи да опита от нея глупавия селянин. След като вижда, че действа, римляните се нахвърлят жадно на котлето. Отварата вместо да даде нечовешки сили, кара брадите и косите на нейните консуматори да растат скоростно. Скоро целият легион се побърква от това необичайно въздействие. Панорамикс се смилява и приготвя противоотрова. Заедно с нея прави и вълшебната отвара, която е изпита от Астерикс. Балоний отново проявява своето самомнение, но след като се убеждава, че напитката действа, легионъг я изпива за секунди. Балоний заповядва да арестуват галите. Астерикс обезврежда нападателите и избягват с друида. Отвън ги чака гарнизон от легионери, предвождани от Юлий Цезар. Римският пълководец заповядва на Балоний да освободи невинните гали. Селото посреща героите с празненство.

## Персонажи
- Астерикс – дребничък гал, герой на непримиримото село, който повече се осланя на хитростта си, отколкото на силата си. Негов най-добър приятел е Обеликс, с който ловува гликани с голи ръце, и жреца Панорамикс, от чийто вълшебна отвара придобива нечовешка сила.

- Панорамикс – друид на галското село, който приготвя тайнствена отвара даваща нечовешка сила на човека, който я вкуси. С помощта на нея галите одържат римляните, с което жреца става основна цел на враговете. Най-добрите приятели на Панорамикс са Астерикс и Обеликс.

- Фоний Балоний – алчен и гневлив предводител на легиона Хамсуитхам. Иска с помощта на вълшебната отваря да стане новия цезар на Римската империя. Често крои подли планове зад гърба на колегите си и рядко одържа на думата си. Дебел и мързелив.

- Обеликс – най-добрият приятел на Астерикс, чийто любимо занимание е носенето на менхири и яденето на глигани. Като малък е паднал в котела с вълшебната отвара, от което е надарен непрестанно с нечовешка сила. Панорамикс му забранява да пие от отварата.

- Калигула Минус – дребничък римлянин, който става шпионин в галското село. Често служи за присмех на колегите си, заради своята слаботелестност.

- Марк Сиропий – подъл римлянин, приближен на Фоний Балоний. Иска да стане цезар на Рим и да хвърли Балоний в затвора.

- Глупав каруцар – селянин, който се двоуми дали да продаде талигата или воловете, които я теглят.

- Юлий Цезар – пълководец и диктатор на Римската република, който изпитва скрит страх към непримиримите гали.

- Стримовикс – изтънчен бард на селото, чийто съселяни не оценяват нито свиренето му нито гласа му.

- Тонабрикс – смелият пълководец на селото, за който римляните са коварен враг.

- Мъчителя – римлянин с нестандартни методи за мъчения.

- Тилий Октоподий – римски войник, който намира ягоди за Панорамикс.

- Патрулий Пунтий – приближен на Фоний Балоний.

## Премиера във Франция и чужбина
В началото „Астерикс Галът“ е плануван да бъде пуснат директно за френската телевизия. Вместо това продуктът се завърта по киносалоните. Филмът е продуциран от френското издателство „Dargaud“, което седи зад поредицата от комикси за галския герой. Рене Госини и Албер Юдерзо не участват в направата на анимационната лента и не одобряват напълно крайния резултата. Двамата автори взимат участие в процеса на направа върху следващите анимации за Астерикс.
Англоезичната версия на филма предлага различни имена на персонажите, от тези, с които са представени в комикса: Гетафикс става Панорамикс, Виталстатистикс става Тонабрикс и барда Кокофоникс – Стопдъмюзикс. Някои наименования се използвани и в българския дублаж на лентата.
„Астерикс Галът“ прави премиера в Западна Германия (ГДР) през 1971 г. с немски дублаж, който на някои места диалогът липсва. Нов превод е създаден през 1984 г. с различен актьорски състав. Версията от '84 включва и нов саундтрак, направен от електронните немски музиканти Клаус Зюбал и Ханс Киес.

## VHS и DVD издания
Филмът е издаден на видео касета в България през 1999 г. от „MayStarFilm“ заедно с дотогавашната цяла поредица от анимационни филми – всички дублирани на български език. През 2006 г. лентата се появява и на DVD, като подарък към вестник „Уикенд“, с различен български дублаж. Три години години по-късно филмът е преиздаден в различна обложка по дизайн на „А Дизайн ЕООД“.